# Edmund William Romer Antrobus
Edmund William Romer Antrobus, né le 16 janvier 1795 à Berthier-en-Haut et mort le 31 octobre 1852 à Québec, est un officier et fonctionnaire bas-canadien.

## Biographie
Petit-fils de James Cuthbert, il est le fils de John Antrobus, marchand, et de Catherine Cuthbert. Il épouse la fille de Pierre Brehaut, Catherine-Esther, le 1er juin 1830.
Il s'enrôle dans le Régiment canadien d'infanterie d'escrimeur quelques mois avant le début de la guerre anglo-américaine de 1812. Il est promu enseigne le 2 septembre 1812 et lieutenant le 14 novembre 1813. Il participe entre autres à la bataille du moulin de Lacolle en 1814. Il part ensuite pour l'Europe au sein de la 13e d'infanterie avant de revenir au Canada vers 1818.
Il succède à son père comme grand voyer du district de Trois-Rivières le 28 janvier 1819. Il devient juge de paix en 1821. Il présente sa candidature dans Saint-Maurice aux élections législatives bas-canadiennes de 1824 mais ne réussit pas à se faire élire. Le 11 novembre 1826, il est nommé grand voyer du district de Québec. Le 12 janvier 1833, il devient l'aide de camp du gouverneur de la province, poste qu'il conserve jusqu'à sa mort. Il est nommé adjudant-général adjoint de la milice du Bas-Canada le 14 décembre 1837.
Il est l'un des donateurs pour la construction du monument Wolfe-Montcalm.